# O blană rară
O blană rară este o operă literară scrisă de Ion Luca Caragiale. 